# GNOME システムモニタ
GNOME システムモニタ（グノーム・システムモニタ）は、GNOMEデスクトップ環境で、システムリソースをモニタリングするためのユーティリティアプリケーションである。

## 概要
現在のGNOME システムモニタは、プロセス、リソース、ファイルシステムの3つのタブから構成されており、それぞれのタブからシステムリソースの状況をモニタリングできる。このうち、プロセスタブでは、稼働中のプロセスの状況を、プロセス名、ユーザー、CPU使用率、メモリ使用量、プロセスIDなどと共に一覧表示する。この一覧からは、プロセスを終了したり、プロセスの優先度を変更したりすることができる。リソースタブでは、画面上部から順にCPUの使用履歴、メモリの使用履歴、ネットワークの通信量の履歴がそれぞれ色分けされて表示される。加えて、ファイルシステムタブでは、システムにマウントされているファイルシステムが一覧表示され、使用状況を確認することができる。

### GNOME Usage

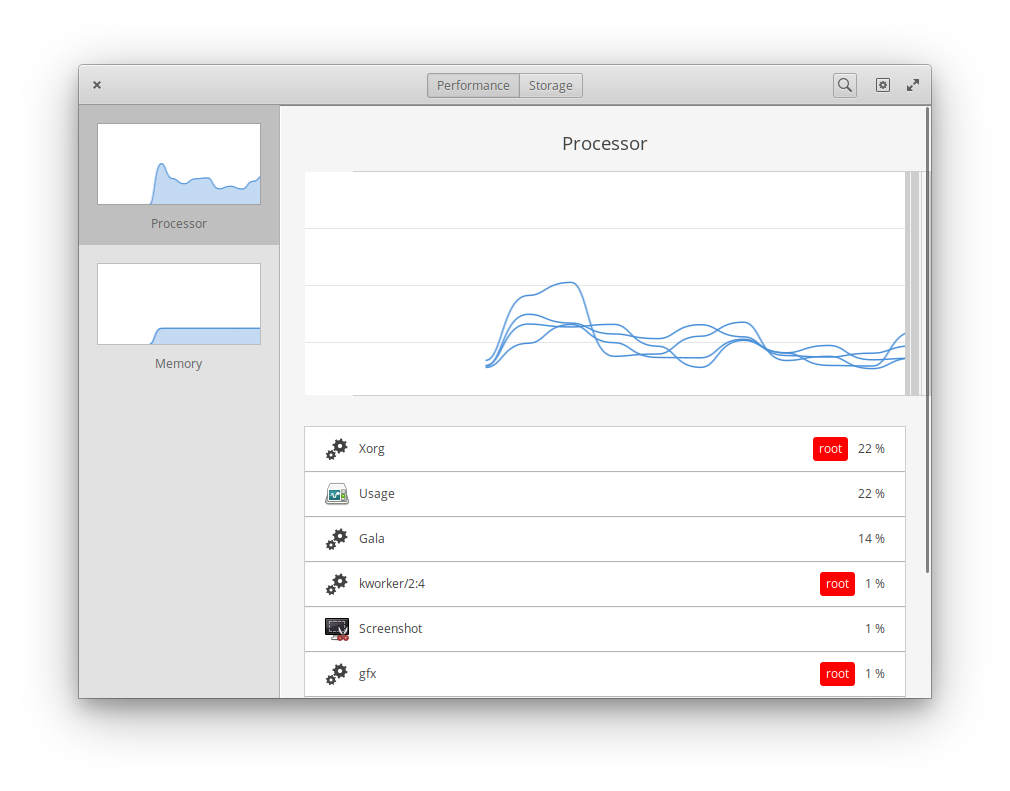
GNOME Usage

GNOME Usageは、GNOMEに含まれる別のシステムモニタリングアプリケーションで、GNOME 3.28のリリースからGNOMEに含まれるようになった。
Usageは、GNOME システムモニタとは異なり、パフォーマンスとストレージの2つのタブによって構成される。パフォーマンスタブには、CPUの使用率とメモリの使用状況が動的に表示される。また、ストレージタブには現在のストレージ使用率が、GNOME システムモニタとは異なった形で表示される。